# Anopheles manalangi
Anopheles manalangi är en tvåvingeart som beskrevs av Jose Christopher E. Mendoza 1940. Anopheles manalangi ingår i släktet Anopheles och familjen stickmyggor.
Artens utbredningsområde är Filippinerna. Inga underarter finns listade i Catalogue of Life.